# Louise Brown
Louise Joy Brown (sinh ngày 25 tháng 7 năm 1978, ở Oldham, Greater Manchester, Anh) là em bé đầu tiên trên thế giới sinh ra nhờ kỹ thuật thụ tinh trong ống nghiệm.
Louise Brown là con của Lesley và John Brown, hai vợ chồng đã cố gắng thụ thai trong chín năm, nhưng không thành công bởi vì ống dẫn trứng Lesley của bị chặn. Ngày 10 Tháng 11 năm 1977, Lesley Brown đã trải qua quy trình thụ tinh được phát triển bởi Patrick Steptoe và Robert Geoffrey Edwards, năm 2010 ông đã được trao Giải Nobel Sinh lý và Y khoa cho thành tựu này.
Brown sinh ra vào lúc 11h47 đêm 25 tháng 7 năm 1978 tại Bệnh viện Đa khoa Oldham, Oldham, sinh nhờ mổ lấy thai . Cô bé sinh ra cân nặng 2,608 kg. Bốn năm sau, em gái của cô là Natalie Brown, cũng được sinh ra nhờ thụ tinh ống nghiệm, và trở thành em bé thứ bốn mươi trên thế giới sinh ra nhờ kỹ thuật thụ tinh ống nghiệm, và là người đầu tiên được thụ tinh trong ống nghiệm và sinh con tự nhiên vào năm 1999. 